# شلالات بالوع بالعا
شلالات بالوع بالعا هي شلالات تقع في شاتين، لبنان قرب بالعا.
يسقط الماء من ارتفاع 255 متر (837 قدم) إلى أخدود بالعا، يقع كهف من الحجر الجيري من العصر الجوراسي على درب الجبل اللبناني. يعرف الكهف أيضاً بكهف الجسور الثلاث. تنقل من لقلوق إلى تنورين مروراً بقرية بالعا، والثلاث جسور الشق العميق برحلة خمس دقائق إلى الوادي أدناه يرى المرء الجسور الثلاث الطبيعية، مرتفعة واحدة فوق الأخرى ومتعلقاً بشق عميق ينحدر من جبل لبنان. تسقط شلالات التتالي بارتفاع 90-100 متر (300-330 قدم) خلال ذوبان الربيع خلف الجسور الثلاث وإلى شق عميق طوله 240 متر (790 قدم).
أكتشف العالم الغربي الشلالات عام 1952 من قبل عالم الاستغوار الفرنسي هنري كويفايت، رسمت خريطة الشلال والبالوعة المصاحبة في الثمانينات من قبل النادي اللبناني للتنقيب في المغاور. برهنت تجربة صبغة الفلورية عام 1988 أن تدفق الماء يظهر من ينبوع داله في غارة الغواغير (تقع قرب بالعا).